# Кузнецов, Михаил Артемьевич
Михаи́л Арте́мьевич Кузнецо́в (25 февраля 1918, Богородск, Московская губерния — 23 августа 1986, Москва, СССР) — советский актёр театра и кино. Заслуженный артист Украинской ССР (1955). Народный артист РСФСР (1964). Лауреат Сталинской премии первой степени (1952).

## Биография
Михаил Артемьевич Кузнецов родился 14 25 февраля 1918года в Богородске (ныне Ногинск). Крещён в Тихвинской города Богородска церкви. Отец — крестьянин Владимирской губернии, Покровского уезда, Яковлевской волости, деревни Власовой Артемий Сергеевич Кузнецов, мать — Мария Ивановна. Двоюродный брат актёра Анатолия Борисовича Кузнецова.
Вскоре после начала Гражданской войны погиб его отец, а мать вместе с тремя детьми (у Михаила Артемьевича были две старшие сестры) переехала к родственникам в Краснодарский край, в станицу Тихорецкую. Когда мальчику исполнилось 14 лет, семья вернулась в Москву. Первое его образование — ремесленное училище, где Кузнецов получил профессию токаря.
Окончил драматическое отделение Государственной оперно-драматической студии имени К. С. Станиславского (1941).
Ещё студентом начал сниматься в кино. Актёр Театра-студии киноактёра. Работал в штате Киевской киностудии с 1950 года до середины 1960-х годов.
- Первая жена — Шабалина Людмила Васильевна (1916—1981), актриса, похоронена в Янтарном (Калининградская область).
- Вторая жена — Кузнецова (Германова) Виктория Германовна, актриса, умерла 14 апреля 1985 года.
  - Дочь — Тэжик Валентина Михайловна, актриса (1947—1997). Её супруг — художник Теодор Тэжик.
    - Внук — Петр Тэжик (род. 1976), художник. Живёт в США.

Скончался 23 августа 1986 года от сердечного приступа на 69-м году жизни в Москве. Похоронен рядом с супругой на 23-м участке Введенского кладбища.

## Признание и награды
- Сталинская премия первой степени (1952) — за исполнение роли солдата Скобелева в фильме «Тарас Шевченко» (1951);
- заслуженный артист Украинской ССР (1955);
- народный артист РСФСР (1964);
- орден «Знак Почёта» (1950) — за выдающиеся заслуги в развитии советской кинематографии, в связи с 30-летием[4];
- медали.

## Фильмография

### Художественные фильмы
1. 1940 — Приятели — Илья Корзун, десятиклассник
2. 1942 — Однажды ночью — Николай Озеров, старший лейтенант
3. 1942 — Машенька — Алексей Соловьёв, таксист
4. 1942 — Секретарь райкома — Саша Русов, подпольщик
5. 1942 — Боевой киносборник № 10 (Молодое вино) — Теодор Кристья, подпольщик
6. 1942 — Актриса — боец (эпизод)
7. 1943 — Воздушный извозчик — Коля, второй пилот
8. 1944 — Иван Грозный — Фёдор Басманов, опричник
9. 1945 — Это было в Донбассе — подпольщик (эпизод)
10. 1946 — Наше сердце — Александр Васильевич Самохин, летчик, Герой Советского Союза
11. 1946 — Во имя жизни — Колесов, хирург
12. 1947 — Рядовой Александр Матросов — Колосов, капитан
13. 1950 — Щедрое лето — Пётр Середа, бухгалтер
14. 1951 — Тарас Шевченко — солдат Скобелев
15. 1952 — Неразлучные друзья — Андрей Андреевич Белов, учитель географии
16. 1953 — Калиновая роща — Карп Корнеевич Ветровой, матрос
17. 1953 — Судьба Марины — Тарас Васильевич, бригадир в колхозе, секретарь парткома колхоза, муж Килины, отец Петро
18. 1954 — Командир корабля — капитан III ранга Андрей Константинович Высотин
19. 1954 — Море студёное — Фёдор Веригин
20. 1955 — Матрос Чижик — Федос Чижик
21. 1956 — Без вести пропавший — Алексей Северин, партизан
22. 1956 — Драгоценный подарок — Сперантов Пётр Петрович, профессор
23. 1958 — Ч. П. — Чрезвычайное происшествие — Антон Семёнович Коваленко
24. 1958 — Дожди — Непейвода, начальник строительства
25. 1959 — В степной тиши — Фарзанов
26. 1959 — Марья-искусница — солдат
27. 1960 — Чужая беда — Федор Денисов, председатель колхоза
28. 1963 — Серебряный тренер — Антон Лутенко, тренер
29. 1965 — Игра без правил — Григорий Ефимович Ларцев, чекист
30. 1965 — Гиперболоид инженера Гарина — Алексей Семёнович Хлынов, профессор
31. 1967 — Свадебные колокола — отец Вени
32. 1972 — Неизвестный, которого знали все
33. 1972 — Юлька — Егор Семёнович, учитель физики
34. 1973 — Юнга Северного флота — мичман Лукьянов
35. 1975 — Дорога — Иван Фёдорович, начальник строительства
36. 1975 — Семейные дела Гаюровых — парторг
37. 1975 — Повторная свадьба — Павел Прокофьевич, отец Аси
38. 1978 — Квартет Гварнери — Пётр Григорьевич Лактионов, музыкант
39. 1979 — Циркачонок — Алексей Степанович Ратушный, цирковой артист
40. 1980 — Алые погоны — генерал Полуэктов
41. 1980 — Служа Отечеству — Сицков
42. 1980 — Тайное голосование — Фома Михайлович Лукаш, председатель колхоза
43. 1982 — Нам здесь жить — Олег Борисович Константинов
44. 1982 — Россия молодая — князь Алексей Петрович Прозоровский, воевода
45. 1983 — Пробуждение
46. 1985 — Багратион — М. И. Кутузов
47. 1985 — Господин гимназист — Андрей Никитич Чистов, адвокат
48. 1987 — Под знаком Красного креста — Николай Степанович Карташов
49. 1987 — Апелляция — второй секретарь обкома

### Озвучивание
1. 1952 — Покорители вершин — Виктор Журавлёв (роль И. Переверзева)
2. 1957 — Правда — Тарас Голота (роль М. Егорова)
3. 1959 — Муму — голос за кадром
4. 1969 — Мы и наши горы — Павле (роль Х. Абрамяна)
5. 1970 — Гибель Чёрного консула — Азнавур-палван (роль Ш. Бурханова)
6. 1972 — Золотые рога — олень (в титрах не указан)
7. 1972 — Убить посредников